# كين هيس
كين هيس (بالإنجليزية: Ken Hesse)‏ (3 فبراير 1972 في الولايات المتحدة - ) هو مدرب كرة قدم ولاعب كرة قدم أمريكي في مركز الدفاع. لعب مع نيويورك ريد بولز وColorado Foxes ‏ وLos Angeles Salsa ‏ وAnaheim Splash ‏ وOrange County Blue Star ‏.

## وصلات خارجية
- كين هيس على موقع الدوري الأمريكي (الإنجليزية)
- كين هيس على موقع قاعدة بيانات كرة القدم.إي يو (الإنجليزية)